# Huize Veltheim
Huize Veltheim is een beschermd gemeentelijk monument aan de Kerkstraat 1 in Baarn, in de provincie Utrecht. Het herenhuis staat op de hoek van de Dalweg en de Zandvoortweg. Het huis werd door de eeuwen heen gebruikt als woning, pension en hotel en wordt tegenwoordig gebruikt als kantoor en praktijkruimte. De achterzijde van Huize Veltheim heeft als postadres Dalweg 31, met een eigen toegang voor meerdere bedrijven die in het pand gevestigd zijn.
De patriciërswoning werd rond 1820 gebouwd voor de Amsterdamse koopman J.Ph. Meijer. Over de verklaring van de naam bestaan twee mogelijkheden. Het kan genoemd zijn naar de stand aan de veldkant van Baarn. Een andere mogelijkheid is dat de grootvader van Meijer in de buurt van het Duitse plaatsje Veltheim in  de Landkreis Hamelen-Pyrmont woonde. 

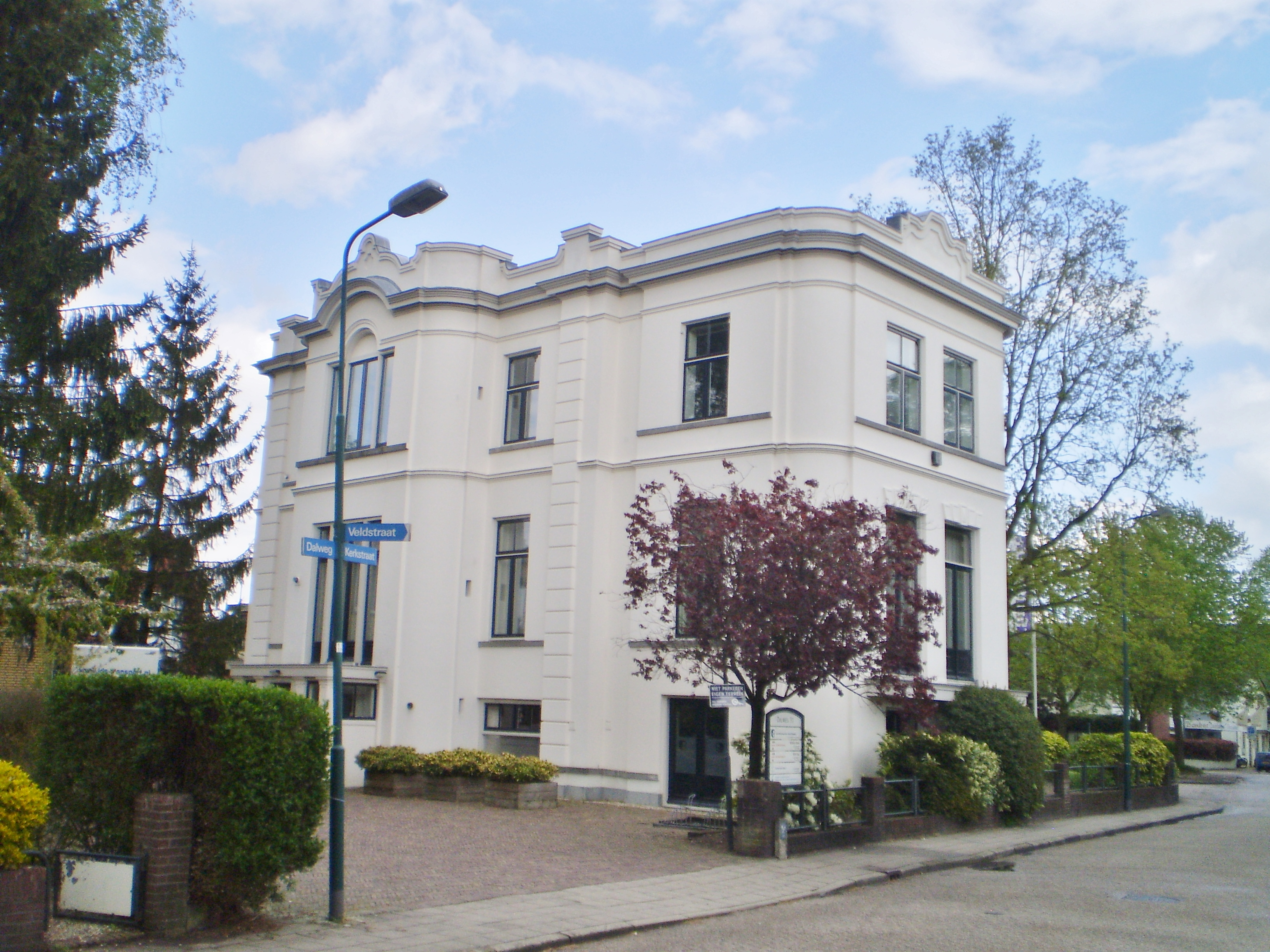
Achterzijde vanaf de Veldstraat

In de Engelse tuin rond het huis waren heuveltjes en een slingerbos aangelegd. In 1848 liet de nieuwe eigenaar I. Meulman door de architect S. A. van Lunteren in de reeds verdwenen tuinen een oranjerie en serre bouwen. Deze oranjerie staat schuin achter het huis. Het huis Daloord aan de Dalweg 1c is het voormalige badhuis van Huize Veltheim geweest. In 1930 is een groot deel van het huis aan de kant van de Zandvoortweg afgebroken.
Onder het gebouw bevindt zich een souterrain. De Kerkstraat ligt op de zichtas van de toegangsdeur in het midden. Het herenhuis heeft een middengang met kamers aan weerszijden. Bij een verbouwing rond 1992 zijn muurschilderingen gevonden.